# HDX4
HDX4 ist ein MPEG-4-Videocodec des deutschen Unternehmens Jomigo. Der Codec war 2005 in Vergleichstests von einem Fachmagazin und der Website Doom9 der schnellste MPEG-4-Codec im Testfeld, erkauft dies aber mit verhältnismäßig niedriger Kodiereffizienz. Er ist u. a. kompatibel zu DivX, Xvid und Nero Digital.
Die MPEG-4-Implementierung in HDX4 folgt den Richtlinien der ISO/IEC-14496-2-Spezifikationen und setzt damit das sogenannte Simple Profile und Advanced Simple Profile um.
Als Bundle gibt es dazu die Suite „HDX4 Movie Creator“. Diese Software soll vor allem auf die Erstellung von Videos für tragbare Geräte optimiert sein, darüber hinaus lassen sich damit aber auch professionelle Videos in High Definition oder für Streaming-Lösungen im MP4-Format erzeugen.
Der Codec findet bis jetzt eher im kommerziellen Umfeld Verbreitung, u. a. bei der Lufthansa oder dem Fraunhofer-Institut für Graphische Datenverarbeitung in Darmstadt, die damit die Videokonferenz-Lösung Communitrust realisieren. Auch zahlreiche Endanwender-Produkte wie zum Beispiel MovieJack können den Codec zur Umwandlung von Videos nutzen, zum Beispiel für Inhalte zur Nutzung auf der PlayStation Portable oder im Handy (3GPP-Format.)
Es stehen SDKs zum Einbau von MPEG4, H.264, AAC, AMR-NB, G.726, 3GP, MP4, ASF, Upscaling- und Optimierungsfunktionen zur Verfügung.